# Elektroenergetyczna automatyka zabezpieczeniowa
Elektroenergetyczna automatyka zabezpieczeniowa – układy automatyki zajmujące się wykrywaniem stanów zakłóceniowych w systemie elektroenergetycznym i zapobieganie ich skutkom. Do stanów zakłóceniowych, którym ma zapobiegać automatyka zabezpieczeniowa, w sieciach elektroenergetycznych należą: przeciążenie sieci, obniżenie napięcia, zwarcie, wzrost lub obniżenie częstotliwości.

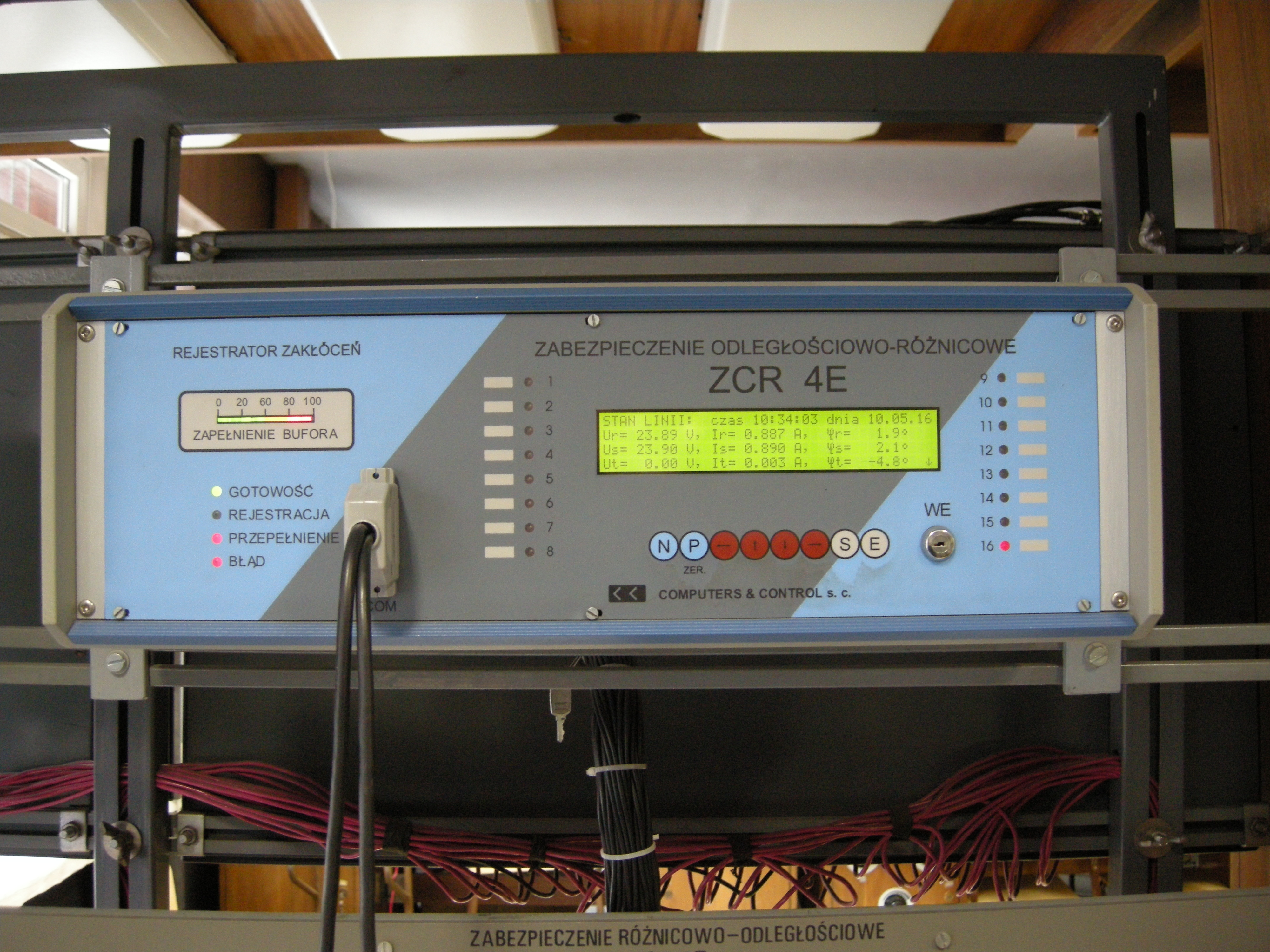
Zabezpieczenie odległościowo-różnicowe.

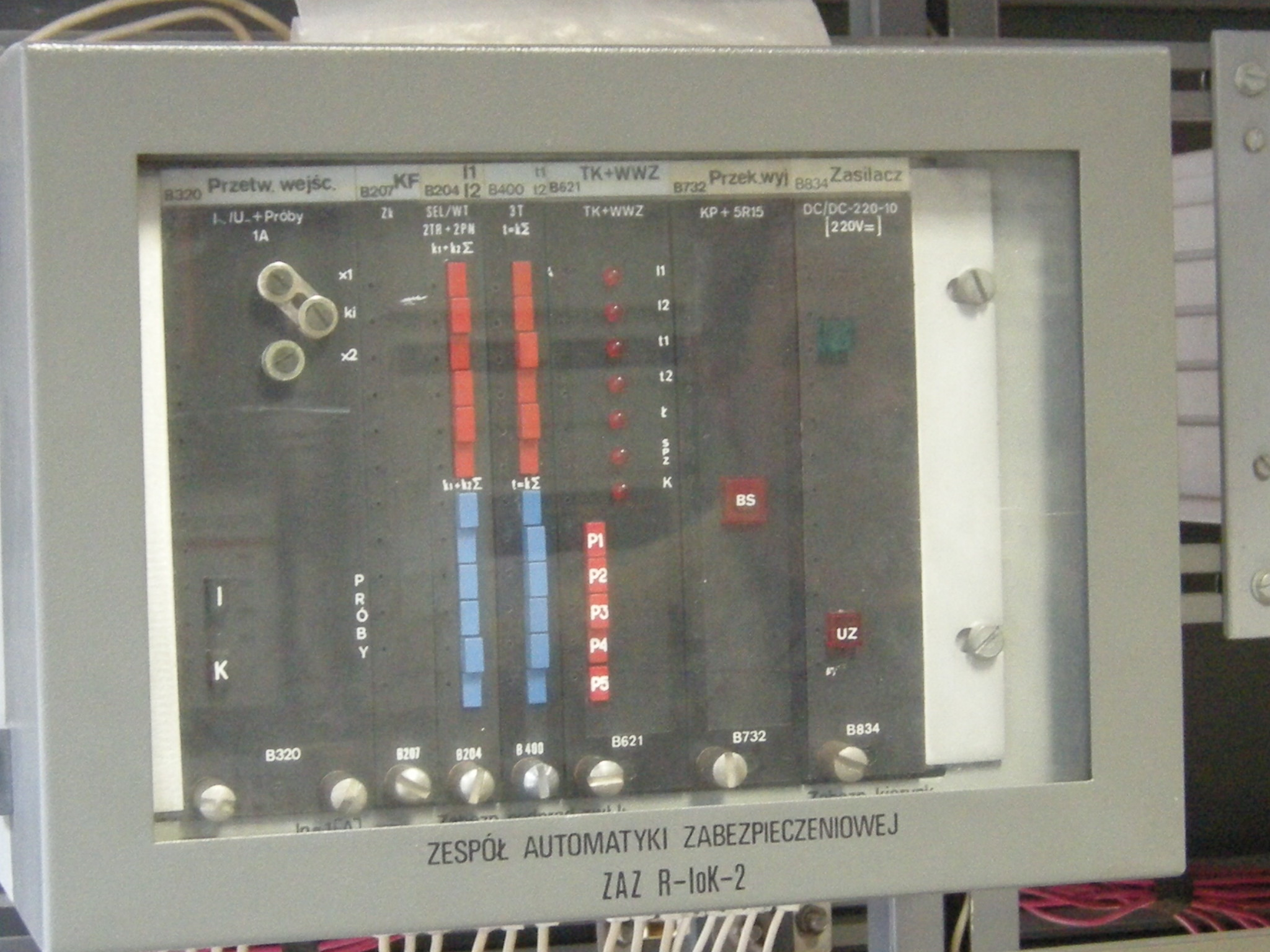
Zespół automatyki zabezpieczeniowej ZAZ R-IoK-2.

W normalnych warunkach pracy zabezpieczenia pozostają w stanie spoczynku. Gdy jednak pojawi się zakłócenie, ich działania wysuwają się na plan pierwszy i to zarówno pod względem funkcjonalnym, jak i czasowym. Funkcjonalnym - gdyż utrzymanie sprawności układu zabezpieczeń jest najważniejsze dla sterowania systemem elektroenergetycznym. Czasowym - w przypadku zakłóceń bowiem wszelkie inne zadania, poza zabezpieczaniem, schodzą na drugi plan. 

## Podział elektroenergetycznej automatyki zabezpieczeniowej
- Eliminacyjna (EAZe) – zajmuje się procesami eliminowania z pracy w systemie elektroenergetycznym elementów dotkniętych zakłóceniami, które nie mogą być tolerowane z uwagi na warunki bezpiecznej pracy systemu elektroenergetycznego.
- Restytucyjna (EAZr) – zajmuje się procesami samoczynnej zmiany konfiguracji systemu elektroenergetycznego w celu doprowadzenia go do normalnej pracy po eliminacji zakłócenia, które spowodowało naruszenie konfiguracji systemu w stanie jego normalnej pracy.
- Prewencyjna (EAZp) – zajmuje się procesami samoczynnego zapobiegania zagrożeniom lub innym zakłóceniom w normalnej pracy systemu elektroenergetycznego lub któregokolwiek z jego elementów. Domeną działalności tej automatyki jest eliminowanie z pracy elementów systemu elektroenergetycznego, dotkniętych zwarciami.

## Wymaganie stawiane zabezpieczeniom
Zabezpieczeniom stawia się cztery podstawowe wymagania:
- szybkość działania,
- czułość i selektywność,
- dyspozycyjność,
- pewność i niezawodność.

Oprócz powyższych podstawowych wymagań, zabezpieczeniom stawia się też wymagania dodatkowe, do których należą:
- elastyczność,
- łatwość obsługi,
- dopasowywalność,
- testowalność,
- ekonomiczność.

## Rodzaje zabezpieczeń elektroenergetycznych
- Zabezpieczenie przekaźnikowe nadprądowe
- Zabezpieczenie kierunkowe
- Zabezpieczenie różnicowe
- Zabezpieczenie odległościowe
- Zabezpieczenie temperaturowe
- Zabezpieczenie ziemnozwarciowe